# Grundeigentum
Grundeigentum (Grundvermögen; umgangssprachlich auch Grundbesitz) ist das Eigentum an Grundstücken, grundstücksgleichen Rechten oder beschränkten dinglichen Rechten.

## Allgemeines
Grundeigentum ist als unbewegliches Vermögen (Immobilien) Teil des gesamten Vermögens. Je nach Nutzung der Immobilien ist zwischen unbebauten Liegenschaften (Wald, Ackerland, Wasserflächen, Brachland), Wohnimmobilien und Gewerbeimmobilien zu unterscheiden. Eigentümer von diversen Immobilien wurden daher auch Realitätenbesitzer genannt.
Alle Wirtschaftssubjekte (Privathaushalte, Unternehmen, der Staat mit seinen Untergliederungen wie öffentliche Verwaltung, Staatsunternehmen, Kommunalunternehmen oder die Kirche) können Eigentümer von Grund und Boden sein. Grundbesitzer sind streng genommen lediglich die Nutzer von Grundeigentum als Pächter, Mieter, Nießbraucher oder Leasingnehmer; der Begriff des Grundbesitzes wird jedoch auch hier synonym für Grundeigentum verwendet.

## Geschichte
Mit dem Sesshaftwerden entwickelte sich in der frühen Agrargesellschaft wahrscheinlich nach und nach die gesellschaftsverändernde Idee des Grundeigentums. Carel van Schaik und Kai Michel schreiben:

„Die Landwirtschaft erforderte, dass bestimmte Dinge nicht mehr allen gehörten. Wie sollte man etwas ernten, wenn sich vorher jeder bediente? […] Das neue Eigentumskonzept zu etablieren […] bedurfte eines enormen intellektuellen Aufwandes, der Idee, dass es nun Dinge geben sollte, die Einzelnen gehörten, in einer Gemeinschaft Geltung zu verschaffen. […] Mit dem Sesshaftwerden wurde eines der fundamentalen Gesetze menschlichen Zusammenlebens ausgehebelt, eines, das eine halbe Ewigkeit lang ein alltätgliches Gebot gewesen war: Nahrung muss geteilt werden! Die Idee des Eigentums unterläuft die urmenschliche Solidarität. Plötzlich wird ein Allgemeingut – das Nahrungsangebot der Natur – monopolisiert. […] Hier wird eine alltägliche, lebensnotwendige Handlung – das Sammeln von Früchten – nicht nur untersagt; sie wird kriminalisiert. […] Das Sesshaftwerden setzte Prozesse in Gang, die das Wesen menschlicher Gesellschaft radikal veränderten. Weil es den Jägern und Sammlern nicht möglich gewesen war, Vorräte anzulegen, hatten sie in soziale Beziehungen investieren müssen, damit sie Notsituationen mit Hilfe gegenseitiger Unterstützung überleben konnten. Kooperation war alles gewesen, Solidarität eine Lebensversicherung. Das kehrte sich jetzt um: Die Privatisierung der Ressourcen machte die Bauern von den Nachbarn unabhängig. […]“

Die Germanen durften herrenloses Land mit dem Wurf des heiligen Donnerhammers in Besitz nehmen, berichtete Jacob Grimm. Der Hammerschlag war für die Germanen bei allen wichtigen Begebenheiten von Bedeutung, mit Hammerschlägen wurden Marksteine gesetzt oder Siedlungs- und Stammesgrenzen markiert. Sie erwarben hierdurch das Land jedoch nicht für ihre Familie, sondern für größere Gemeinschaften wie die Sippe („pagi“, „Gau“). Bei den Germanen hieß der gegenseitig anerkannte Grundbesitz „Laga“ (Ehe, Gesetz, später lateinisch lex oder „Echtes Eigentum“; danach althochdeutsch „laga“, das „Liegen, Gelegensein“), das Eigentum des Kriegers hieß „were“. Hieraus entstand Gewere als das Recht des Kriegers auf sein Grundstück und die freie Verfügbarkeit hierüber. Germanen schrieben dem Boden eine eigene Rechtspersönlichkeit zu, Fahrnis sahen sie dagegen als Zubehör des Grundbesitzes an. Viehzucht und Jagd erforderten einen ausgedehnteren Grundbesitz als der Ackerbau. Lebten in einem Gau mehrere germanische Sippen im Frieden nebeneinander, so durfte kein Mitglied der einen Sippe die Laga der anderen stören oder einen Angriff auf dieselbe wagen, um ihre Besitzungen zu entreißen. Der den Germanen nach ihrer Eroberung durch die Römer zugeteilte Landstrich hieß lateinisch sors oder „lod“ („Bodenertrag“), woraus später das Allodium entstand.
In der Römischen Republik unterschied man zwischen dem Staatsland (lateinisch ager publicus) und dem Privateigentum an Grundstücken (lateinisch ager privatus). Gaius Licinius Stolo erließ 367 vor Christus ein Ackergesetz, das den Grundbesitz auf 500 Joch (lateinisch jugera) beschränkte. Dadurch konnten die Ädilen viele Grundbesitzer verklagen, weil sie mehr Ländereien hatten, als ihnen gesetzlich zustanden. Diese nach Stolo benannten Ackergesetze (lateinisch lex licinia agraria) sollten den italischen Bauern Rechte und Land auf den Latifundien garantieren. Das römische Recht kannte unbewegliche Sachen (lateinisch res immobiles) und Fahrnis (lateinisch res mobiles) und behandelte beide möglichst gleichmäßig. Als Liegenschaften galten Grundstücke (lateinisch praedium) und Landgüter (lateinisch fundus) mit oder ohne Gutshof (lateinisch villa). Je nach Nutzung unterschied man bürgerliche Wohnungen und Geschäfte (lateinisch praedia urbana) und landwirtschaftliche Grundstücke (lateinisch praedia rustica). Grund und Boden galten als Staatsdomänen, private Grundbesitzer besaßen lediglich ein Nutzungsrecht.
Im Mittelalter gehörte das Grundeigentum als Staatsdomäne dem Staat oder als Kammergut Kaisern, Königen, Adel oder Kirche (Kirchengut), die ihren oft umfangreichen Grundbesitz im Rahmen der Grundherrschaft abhängigen Bauern zur Nutzung überließen und hierfür von den Bauern Abgaben und Frondienste verlangten. Bauern mussten so viel ernten, dass sie nicht nur ausreichend Nahrung für sich erwirtschafteten, sondern darüber hinaus auch ihren Lehnsherren noch Landprodukte (Steuern) abliefern konnten. In vielen Ländern galt als Maßstab für den Reichtum in der Ständegesellschaft nicht nur die Größe des Grundbesitzes, sondern auch die Zahl der Leibeigenen. Der Grundbesitz aller Freien hieß Allod, er war vererblich und stand dem ältesten Sohn zu (Primogenitur), der die übrigen Familienmitglieder aus dem Ertrag ernähren musste. Diese vom Grundbesitz ausgehende Feudalisierung des mittelalterlichen Lebens führte auch zum Aufstieg einiger Handelsbürger in den Landadel, denn sie konnten ihren durch Gewerbebetrieb und Handel erworbenen Reichtum in Grundbesitz anlegen. Ab Januar 1086 entstand in England mit dem Domesday Book ein Grundbuch als Verzeichnis über das Grundeigentum, es blieb jedoch unvollendet.
Geldreichtum war in der Frühzeit des Deutschen Reichs selten, aller Reichtum bestand in Ländereien. Bald machte deshalb der Grundbesitz den größten Teil des Vermögens aus, so dass sich die Verwaltungen entschlossen, ihn in ein eigens hierfür angelegtes öffentliches Register einzutragen. Das geschah zunächst regional in Köln ab 1130 mit den Schreinsbüchern, ab Dezember 1783 gab es überregionale Hypothekenbücher, seit Januar 1868 Grundbücher. Die Hypothekenordnung der Preußen vom Dezember 1783 vereinheitlichte mit der Einführung eines Hypothekenbuches die bisher regional unterschiedlichen Formen. Das Allgemeine Preußische Landrecht (APL) vom Juni 1794 sorgte für die Eigentumseintragung von Grundstücken in das Hypothekenbuch (I 10, § 6 APL). Die Verfügungsbeschränkungen des Grundvermögens im Lehnsrecht wurden erst im Liberalismus durch die Bodenbefreiung beseitigt. Als Rechtsgrundlage hierfür diente in Preußen das Edikt vom 9. Oktober 1807 (über den freien Gebrauch des Grundeigentums so wie die persönlichen Verhältnisse der Landbewohner), das eine ungehinderte Verfügungsbefugnis über das Grundvermögen mit sich brachte.
Karl Marx propagierte 1867 die Veränderung der gesellschaftlichen Verhältnisse durch Enteignung der Produktionsmittel. Auf dem Wege der Expropriation der Expropriateure sollte mit ökonomischer und politischer Macht das Privateigentum an Produktionsmitteln im Interesse der arbeitenden Menschen mehr oder weniger gewaltsam in gesellschaftliches Eigentum überführt werden. In der marxistischen Wirtschaftstheorie bestanden die Produktionsmittel unter anderem aus den Arbeitsgegenständen, die unmittelbar in der Natur vorgefundenen (zum Beispiel der Boden, Fische) oder die durch Arbeit von der Natur gelösten Rohstoffe wie zum Beispiel das abgebaute Erz oder bereits bearbeitete Zwischenprodukte (etwa Holzbretter, Textilien); sie werden im Produktionsprozess weiter be- und verarbeitet. Die Aufhebung des privaten Grundeigentums galt für Marx als erster Schritt auf dem Wege der völligen Expropriation allen Eigentums, das Rente, Zins oder Gewinn abwirft. Er sah das Grundeigentum als einen besonders krassen Fall der Ungleichheit an. Marx forderte dazu auf, das private Grundeigentum in Form des Staatseigentums zum Gemeineigentum (englisch common property) der Bourgeoisie umzuwandeln.
Mit dem im Januar 1900 in Kraft getretenen BGB gab es eine systematische Darstellung des materiellen Grundbuchrechts, während sich die zugleich veröffentlichte Grundbuchordnung komplementär mit dem formellen Recht befasste. Der Gesetzgeber regelte hiermit erstmals umfassend das rechtlich komplizierte Grundeigentum. Das im Juni 1811 in Kraft getretene österreichische ABGB verlangte die Eintragung eines Grundstückserwerbs „in die dazu bestimmten öffentlichen Bücher“ (§ 431 ABGB). Das Schweizer Zivilgesetzbuch trat im Januar 1912 in Kraft und behandelt das formelle Grundbuchrecht (Art. 942–957 ZGB) und das materielle Grundbuchrecht (Art. 958–977 ZGB) in einem Gesetz.

## Wirtschaftliche Aspekte
Grundeigentum gehört in der Volkswirtschaftslehre zum Produktionsfaktor Boden. Er erzielt die Bodenrente in Form von Pacht, Miete, Nießbrauch, Erbpacht, Leibrente oder Leasinggebühren. Grundeigentum gehört heute entweder als Staatsvermögen dem Staat, als Kirchengut der Kirche oder als Privateigentum nicht-staatlichen und nicht-kirchlichen Wirtschaftssubjekten. Der Staat stellt im Rahmen des Gemeingebrauchs Teile seines Grundeigentums etwa in Form von Straßen, Wegen, Flüssen, Kanälen, Parks oder öffentlichen Gebäuden der Öffentlichkeit zur Verfügung. Nur das allgemeine Grundvermögen ist von öffentlicher Benutzung ausgeschlossen. Auch Teile des Kirchenguts (Kirchen) sind öffentlich zugänglich.
Bilanzierungspflichtige Wirtschaftssubjekte aktivieren ihren gesamten Grundbesitz als Sachanlagevermögen („Grundstücke, grundstücksgleiche Rechte und Bauten einschließlich der Bauten auf fremden Grundstücken“; § 266 Abs. 2 lit. II 1 HGB). Zu den Großgrundbesitzern gehören heute neben dem Staat auch Großunternehmen und Privathaushalte, die – oft durch Land Grabbing oder Erbschaft – über großflächige Areale von mehr als 100 Hektar verfügen. Grundvermögen unterliegt in vielen Staaten einer Substanzsteuer, in Deutschland Grundsteuer genannt und als Gemeindesteuer erhoben. Der Erwerb von Grundeigentum unterliegt der Grunderwerbsteuer, einer Verkehrsteuer und Ländersteuer.
Grundeigentum bedarf der Verwaltung, die über Immobilienmanagement oder Facilitymanagement sichergestellt wird. Der Grundstückskauf kann durch Eigenfinanzierung und/oder durch Immobilienfinanzierung (Hypothekendarlehen) finanziert werden. Als Kreditsicherheit stehen den Kreditgebern (meist Kreditinstitute) die Grundpfandrechte (Sicherungsgrundschuld, Grundschuld, Hypothek) auf den Beleihungsobjekten zur Verfügung. Der Marktwert der Immobilien bestimmt Beleihungswert und Beleihungsgrenze und damit die Kredithöhe.
Ein Teil des Staatsvermögens ist unveräußerliches Grundeigentum (lateinisch Res extra commercium) und besteht aus den unmittelbar der Erfüllung der öffentlichen Aufgaben und öffentlichen Zwecken dienenden Anlagen wie Straßen, Parks, Flüsse, Kanäle, Meeresanteile, Inseln, Verwaltungsgebäude, Schulen oder Krankenhäuser.

## Rechtsfragen
Das Grundvermögen besitzt als Rechtsbegriff eine Legaldefinition des § 68 BewG, wozu Grund und Boden, die Gebäude, die sonstigen Bestandteile und das Zubehör, das Erbbaurecht, das Wohnungseigentum, Teileigentum, Wohnungserbbaurecht und Teilerbbaurecht nach dem Wohnungseigentumsgesetz gehören. Bodenschätze sowie die Maschinen und sonstigen Vorrichtungen aller Art, die zu einer Betriebsanlage gehören (Betriebsvorrichtungen), auch wenn sie wesentliche Bestandteile sind, zählen nach dieser für Besteuerungszwecke dienenden Vorschrift nicht zum Grundvermögen.

## Infrastruktur
Zu unterscheiden ist die Infrastruktur als Zugangsmöglichkeit zum Grundbesitz und die Eigenschaft des Grundbesitzes, als Infrastruktur zu dienen. Die Verkehrsanbindung des Grundeigentums ist durch Wegerechte bereits gewährleistet oder kann durch Erschließung hergestellt werden. Diese Verkehrswege stellt im Regelfall der Staat durch öffentliche Verkehrswege zur Verfügung. Als öffentlicher Verkehrsweg gelten die Wege, Plätze und Brücken, die durch Widmung für die Benutzung durch jeden bestimmt sind (§ 68 Abs. 1 Satz 2 TKG). Die Nutzung des privaten Grundeigentums als Infrastruktur kommt dagegen seltener vor (etwa private Parkplätze oder Parkhäuser), während der Staat sein Grundeigentum überwiegend im Rahmen des Gemeingebrauchs für das Funktionieren von Gesellschaft und Wirtschaft als Infrastruktur zur Verfügung stellt.

## Grundbesitz im Ausland
Manche Staaten schränken den Erwerb von Grundbesitz durch Ausländer ein. So regelt in Österreich das Ausländergrunderwerbsgesetz der einzelnen Bundesländer den Erwerb von Grundstücken durch Ausländer. In der Schweiz ist der Grundstückerwerb durch Personen im Ausland beschränkt und ggf. bewilligungspflichtig, unabhängig davon, ob sich das Grundstück bereits in ausländischer Hand befindet und aus welchem Rechtsgrund das Grundstück erworben wird – etwa durch Kauf, Tausch, Schenkung, Erbschaft o. ä. EU/EFTA-Bürger, die ihren Wohnsitz in der Schweiz haben, sind dort beim Erwerb von Immobilien Schweizern gleichgestellt.
In manchen Staaten, etwa der Türkei, können Ausländer grundsätzlich kein Land erwerben (in der Türkei besteht jedoch eine Ausnahme in Form der „blauen Karte“).
Innerhalb der EU gilt grundsätzlich ein Diskriminierungsverbot sowie die Grundfreiheit des freien Kapitalverkehrs. Allerdings werden neuen Mitgliedstaaten bei ihrem Beitritt Übergangsfristen zugestanden, die ihnen für eine bestimmte Zeit erlauben, Erwerbsbeschränkungen für den Erwerb von Immobilien und landwirtschaftlichen Flächen durch EU-Ausländer beizubehalten oder neu zu schaffen. Zudem kann es Erwerbsbeschränkungen geben, die formal zwar In- und Ausländer in gleichem Maße einschränken, faktisch aber vor allem EU-Ausländer betreffen.
Anzumerken ist, dass ein Grund- und Immobilienerwerb normalerweise kein Aufenthaltsrecht mit sich bringt. Umgekehrt bedeutet selbst ein Daueraufenthaltsrecht keinen Anspruch auf Grund- oder Immobilienerwerb. In einigen Staaten ist es Ausländern jedoch möglich, auf Basis einer hohen finanziellen Investition ein Visum oder sogar die Staatsangehörigkeit zu erwerben, und diese Investition kann teils auch ein Grund- oder Immobilienerwerb sein.